# Kemerli, Eynesil
Kemerli là một xã thuộc huyện Eynesil, tỉnh Giresun, Thổ Nhĩ Kỳ. Dân số thời điểm năm 2011 là 309 người.